# COVID-19 в Египте
Распространение COVID-19 Египте — распространение пандемии коронавируса на территории Египта.
Первый случай появления коронавирусной болезни был выявлен на территории Египта 14 февраля 2020 года.
По состоянию на 20 марта 2020 года, выявлено 5 816 случаев заражения,726 больных выздоровело, 78 умерло.

## Хронология

### Январь
Все авиарейсы из Китая в Египет были запрещены с 26 января.

### Февраль
14 февраля Министерство здравоохранения Египта объявило о первом случае коронавируса в стране в международном аэропорту Каира, инфицированным оказался гражданин Китая. Власть Египта уведомила Всемирную организацию здравоохранения (ВОЗ), и пациент был помещён в карантинную изоляцию в больнице. Вскоре были введены профилактические обходы для мониторинга тех, кто контактировал с инфицированным, заражённых среди них не было выявлено.

### Март
1 марта Катар запретил все поездки из Египта, кроме граждан Катара, в качестве предупредительной меры для предотвращения распространения SARS-CoV-2. В этот же день Египет объявил о выявлении второго случая SARS-CoV-2.
2 марта Кувейт объявил, что будет проверять всех, кто прибыл из Египта и Сирии на SARS-CoV-2. По оценкам Egypt Watch, в Египте было зарегистрировано 20 лабораторно подтверждённых случаев SARS-CoV-2, о которых сообщила Middle East Monitor 2 марта. Люди с подтверждёнными случаями, как утверждалось, содержатся в военных госпиталях, недоступных Министерству здравоохранения Египта и официальной статистике здравоохранения, которая информирует ВОЗ. Подтверждённые случаи, которые якобы отсутствуют в официальной статистике, включали семью в военном госпитале города Танта и четырёх людей в больнице Каср-Эль-Айни.
8 марта в Хургаде умер от коронавируса 60-летний гражданин Германии, ставший первым человеком с немецким гражданством, умершим от коронавируса.
9 марта Всемирная организация здравоохранения заявила, что в Египте было подтверждено 56 случаев заболевания. В этот же день министр туризма Египта заявил, что они выявили 3 дополнительных случая, у людей, которые работают в отеле.
12 марта Министерство здравоохранения Египта объявило о второй смерти от вируса, а общее число случаев инфицирования достигла 80.
13 марта Министерство здравоохранения Египта объявило об одном случае выздоровления и 13 новых подтверждённых случаев инфицирования, общее число инфицированных достигло 93. Тунис официально включил Египет в список районов вспышки заболевания, и закрыл границы для египтян, а также предусмотрел карантин для тех, кто прибывает из Египта.
16 марта министр авиации Египта решил закрыть аэропорты и приостановить все авиаперелёты. Это решение вступило в силу с 19 марта.
18 марта полиция задержала четырёх активистов после того, как они протестовали перед штаб-квартирой кабинета министров, требуя освободить политических заключённых, чтобы защитить их от распространения коронавируса.

#### Круизный корабль на реке Нил
6 марта Министерство здравоохранения Египта и ВОЗ подтвердили 12 новых случаев заболевания SARS-CoV-2. Инфицированные были среди египетского персонала на борту круизного корабля по реке Нил, который плавал из Асуана до Луксора. Этот корабль широко известен как MS River Anuket, или «Асара». У всех, кто показал позитивную реакцию на SARS-CoV-2, не выявляли ни одного симптома заболевания. Согласно тестам, вирус распространился от тайваньско-американского туриста на корабле.
7 марта Министерство здравоохранения Египта объявило, что результаты проб 45 человек на борту дали позитивную реакцию на коронавирус, и что судно было помещено на карантин близ причала в городе Луксор.

## Оценки численности случаев заболевания
Специалисты по инфекционным заболеваниям Университета Торонто, изучавшие несоответствие между официальными и вероятными показателями заражения в Египте, оценили, что по состоянию на 15 марта размер вспышки в Египте составил от 6270 до 45070 случаев заражения. Правительство Египта опровергло эти цифры и начало арестовывать людей, распространяющих данные о большем распространении пандемии, чем освещается в официальных источниках.